# Daniil Martynov
Daniil Vasil'evič Martynov (in russo Даниил Васильевич Мартынов?; Mosca, 19 marzo 1983) è un generale russo che dal 2022 ricopre il ruolo di assistente presso il Ministero per le situazioni di emergenza.

## Biografia
Martynov è nato il 19 marzo 1983 a Mosca, nell'allora RSFS Russa.

### Carriera militare
Martynov ha iniziato la sua carriera nel 2005 entrando a far parte del Gruppo Alpha del Servizio Federale di Sicurezza (FSB). Durante il periodo compreso tra il 2005 e il 2013 è stato trasferito nel Caucaso settentrionale, dove ha partecipato alla seconda guerra cecena. In quel periodo che ha incontrato per la prima volta Ramzan Kadyrov, all'epoca vice primo ministro della Repubblica Cecena.
Nel 2013, dopo aver lasciato il gruppo Alpha, Martynov è divenuto assistente di Kadyrov, occupandosi specificamente delle questioni relative al blocco di potere. Secondo lo stesso Martynov, Kadyrov lo chiamò subito dopo aver lasciato l'Alpha. L'ex FSB sarebbe stato uno degli ideatori dell'accademia per forze speciali Russian University of Spetsnaz Putin, ultimata nel 2018 a Gudermes. Durante questo periodo Martynov ha seguito l'addestramento degli specnaz ceceni, condividendo tattiche ed informazioni riservate dell'Alpha a Kadyrov.
Nel febbraio del 2017 è stato nominato vicedirettore della Rosgvardija in Cecenia, sotto la guida di Šarip Delimkhanov. Durante lo stesso anno si è laureato presso l'Accademia dello Stato Maggiore delle Forze Armate.
Nel 2019 è stato promosso a colonnello di polizia.

### Guerra russo-ucraina
Il Servizio di Sicurezza dell'Ucraina (SBU) ha reso noto che, nelle prime settimane dell'invasione russa dell'Ucraina del 2022, il comandante Martynov ha diretto le unità cecene della Guardia Nazionale impegnate nel conflitto. Secondo le informazioni fornite dall'SBU, il 5 marzo 2022 Martynov avrebbe supervisionato direttamente l'occupazione di un ospedale psichiatrico situato nel villaggio di Borodjanka, nella regione di Kiev. Secondo Novaja Gazeta egli sarebbe stato allontanato da Kadyrov per i suoi fallimenti sul fronte ucraino, venendo sostituito come vicecomandante da Sultan Rašaev.
Nel giugno del 2022 è stato nominato assistente del ministro per le situazioni d'emergenza, Aleksandr Kurenkov. In seguito al terremoto in Turchia e Siria del 2023, Martynov ha partecipato nelle missioni di soccorso dei cittadini in Turchia.
Il 9 dicembre 2024 è stato promosso a maggior generale.

## Vita privata
Martynov è sposato con Daria Aleksandrovna e ha cinque figli, tre maschi e due femmine.

## Sanzioni
Nel 2020 il Dipartimento del Tesoro statunitense ha aggiunto Martynov alla lista delle sanzioni Magnitsky per violazioni dei diritti umani.